# 爆发音
爆发音，也称塞音、爆破音、破裂音、塞爆音。
爆发音是一种辅音，借由阻塞声道使所有气流停止。
依照辅音发音阶段，爆发音的发音方法为：
1. 成阻时发音部位紧闭；
2. 持阻时保持紧闭，同时呼出气流，但气流阻塞在发音部位；
3. 除阻时突然将障碍开放，气流透出，因爆发、爆裂而成声。

## 总览
- 双唇音：p , b
- 舌尖音
  - 齒音：t̪ , d̪ - 如俄语的 т , д
  - 龈音：t , d - 如英语的 t , d
  - 卷舌音：ʈ , ɖ - 出现在一些印度的语言中。大部分学者认为，中古汉语的舌上音也是卷舌塞音。
- 舌面音
  - 硬腭音：c , ɟ
- 舌根音
  - 软腭音：k , g
  - 小舌音：q , ɢ
- 喉爆发音：ʔ

## 延伸阅读
- Ladefoged, Peter; Maddieson, Ian. . Oxford: Blackwell. 1996. ISBN 0-631-19814-8 （英语）.
- Ian Maddieson, Patterns of Sounds, Cambridge University Press, 1984. ISBN 978-0-521-26536-2

## 外部連結
- Rothenberg M. . Vol. 6.   [2013-10-30]. （原始内容存档于2019-02-21）. Bibliotheca Phonetica, Karger, Basel, 1968